# Pseudoaristastoma indicum
Pseudoaristastoma indicum är en svampart som beskrevs av Suj. Singh 1979. Pseudoaristastoma indicum ingår i släktet Pseudoaristastoma, divisionen sporsäcksvampar och riket svampar.   Inga underarter finns listade i Catalogue of Life.